# Helgicirrha medusifera
Helgicirrha medusifera är en nässeldjursart som först beskrevs av Bigelow 1909.  Helgicirrha medusifera ingår i släktet Helgicirrha och familjen Eirenidae. Inga underarter finns listade i Catalogue of Life.